# Thorold Dickinson
Thorold Barron Dickinson (Bristol, 16 novembre 1903 – Oxford, 14 aprile 1984) è stato un regista, sceneggiatore, produttore cinematografico e montatore inglese che cominciò a lavorare nel cinema all'epoca del muto come sceneggiatore.

## Biografia
La sua famiglia era di origine norvegese. Il padre fu arcidiacono di Bristol dal 1921 al 1927 e il giovane Thorold Dickinson studiò a Oxford, al Clifton College e al Keble College, teologia, storia e francese. Trascurò gli studi a causa della sua passione per il teatro. Mentre era a Oxford, interruppe gli studi per recarsi in Francia a lavorare con George Pearson (1875-1973), uno dei pionieri del cinema britannico e padre di un suo compagno di università. Per Pearson, scrisse la sceneggiatura di The Little People. In seguito, Dickinson seguì la transizione dal muto al sonoro del cinema statunitense nel 1929.

## Filmografia

### Regista
- Shikari (1932)
- Le sorprese del divorzio (The First Mrs. Fraser), co-regia Sinclair Hill (1932)
- Loyalties, co-regia di Basil Dean (1933)
- Calling the Tune, co-regia Reginald Denham (1936)
- The High Command (1938)
- Il mistero dell'arsenale (The Arsenal Stadium Mystery) (1939)
- Westward Ho! (1940)
- Gaslight (1940)
- The Prime Minister (1941)
- The Next of Kin (1942)
- Men of Two Worlds (1946)
- La donna di picche (The Queen of Spades) (1949)
- Secret People (1952)
- Collina 24 non risponde (1955)

### Sceneggiatore
- The Little People, regia di George Pearson (1926)

### Montatore
- Loyalties, regia di Basil Dean e Thorold Dickinson (1933)
- Java Head, regia di J. Walter Ruben (1934)

### Produttore
- Midshipman Easy, regia di Carol Reed - supervisore (1935)